# Dom Basili
Dom Basili fou un religiós cartoixà, vuitè general de l'orde, a la que va dirigir durant 23 anys (1150-1173).
La data de naixement és desconeguda però va morir el 18 de juliol de 1173. Va atorgar unes noves constitucions als cartoixans, que foren aprovades pel Papa Innocenci III. Va establir també la reunió anyal del capítol general de la Gran Cartoixa.